# MTS (telefonní operátor)
MTS je největším operátorem v Rusku, sídlícím v Moskvě. Funguje na standardech GSM, UMTS a 4G. Kromě mobilních služeb nabízí širokopásmové připojení, mobilní televizi, kabelovou televizi a satelitní televizi.